# ماثيو كينغ كوفمان
ماثيو كينغ كوفمان (بالإنجليزية: Matthew King Kaufman)‏ هو منتج أسطوانات وملحن أمريكي، ولد في 19 مايو 1946 في بالتيمور في الولايات المتحدة.